# Dillingen an der Donau (stad)

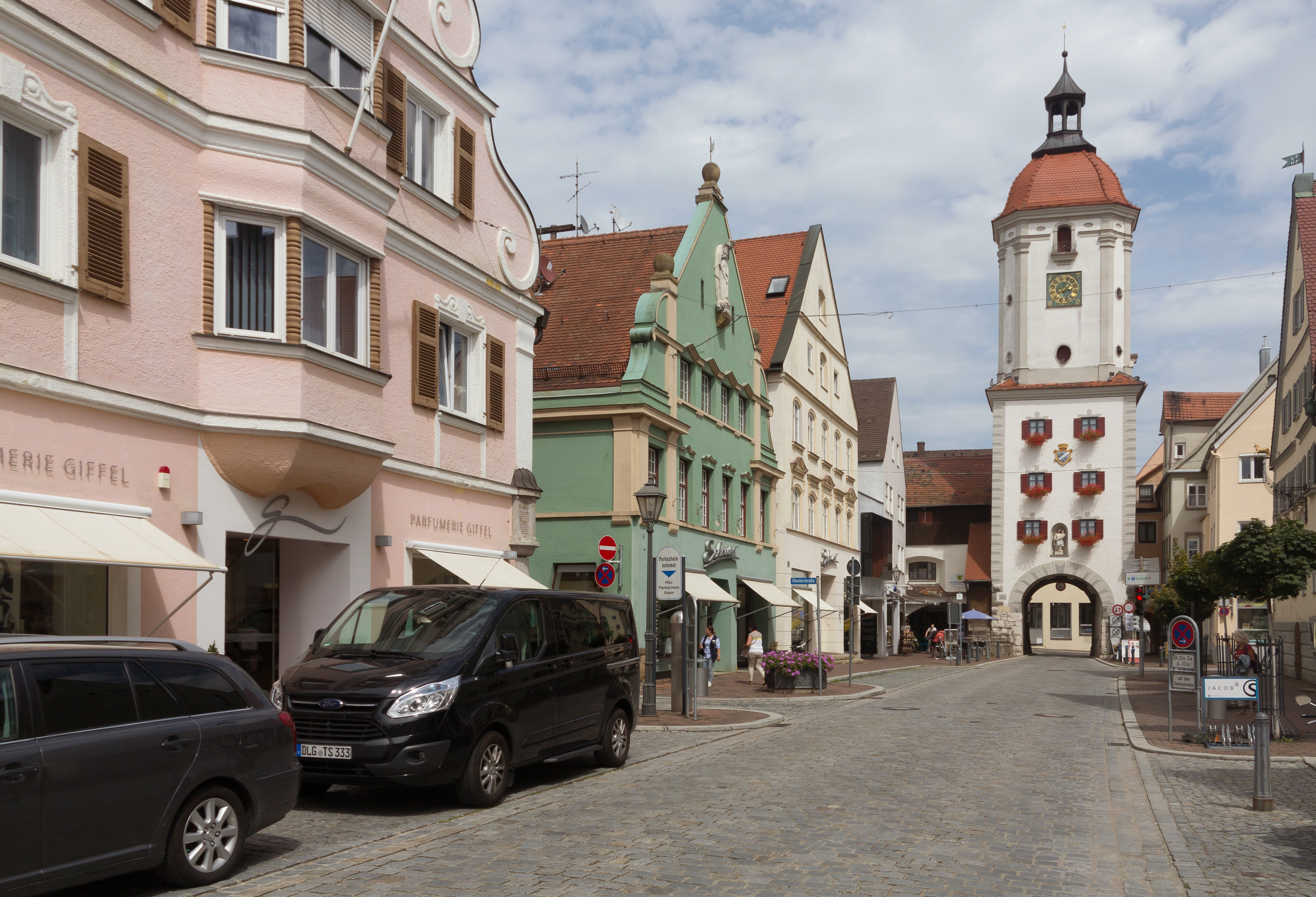
Stadspoort: der Mitteltor

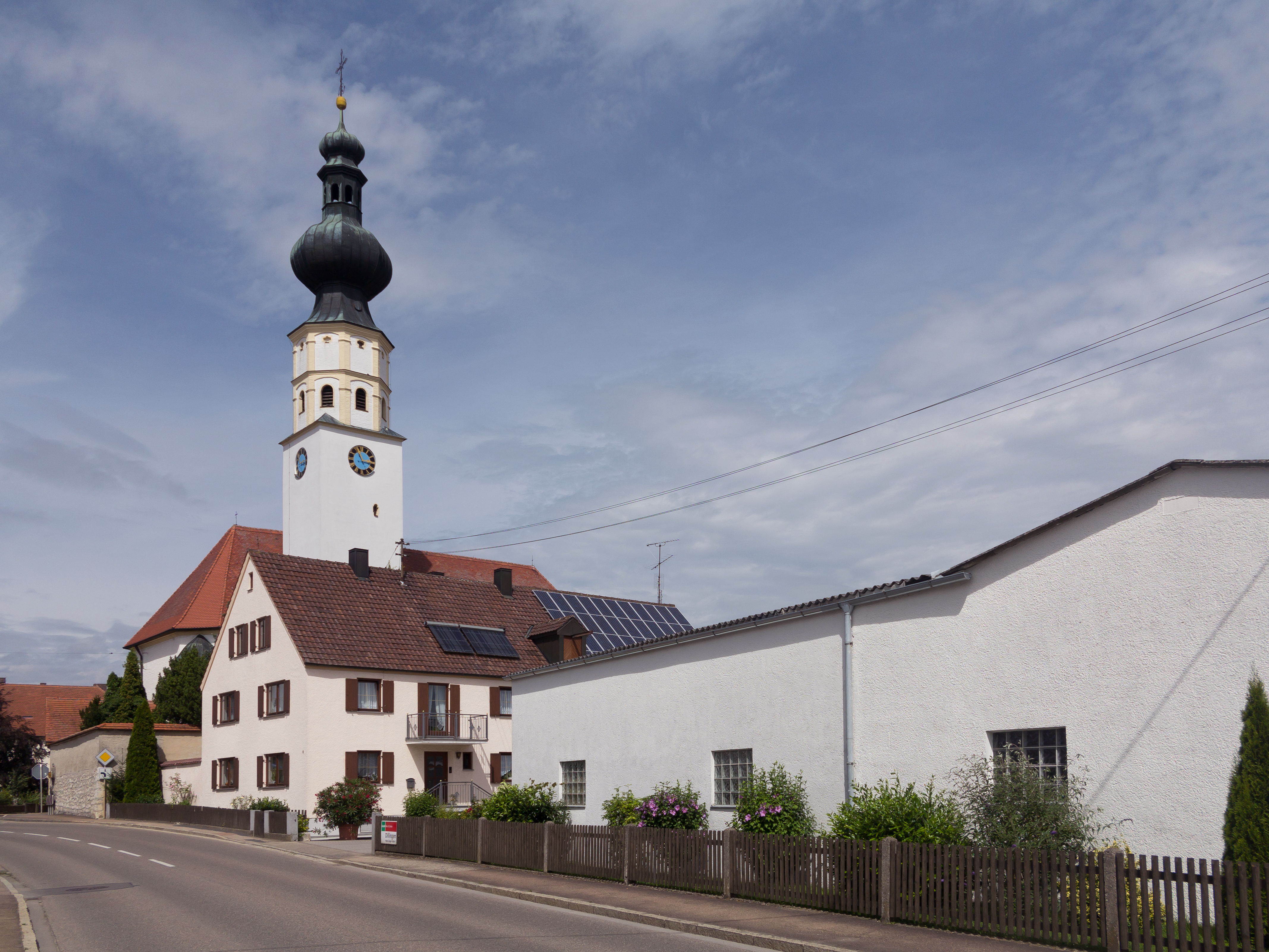
Kerk in Donaualtheim

Dillingen an der Donau is een gemeente in de Duitse deelstaat Beieren. Het is de Kreisstadt van het Landkreis Dillingen an der Donau. De stad telt 19.314 inwoners.

## Geografie
Dillingen an der Donau heeft een oppervlakte van 75,59 km² en ligt in het zuiden van Duitsland.
Aislingen ·
Bachhagel ·
Bächingen an der Brenz ·
Binswangen ·
Bissingen ·
Blindheim ·
Buttenwiesen ·
Dillingen an der Donau ·
Finningen ·
Glött ·
Gundelfingen an der Donau ·
Haunsheim ·
Höchstädt an der Donau ·
Holzheim ·
Laugna ·
Lauingen (Donau) ·
Lutzingen ·
Medlingen ·
Mödingen ·
Schwenningen ·
Syrgenstein ·
Villenbach ·
Wertingen ·
Wittislingen ·
Ziertheim ·
Zöschingen ·
Zusamaltheim